# Historieta en Escandinavia
El cómic nórdico no ha tenido un gran desarrollo, debido a la histórica escasez de revistas de cómics y a la preferencia por el material importado. Ha cultivado, sin embargo, formas características en la prensa diaria y semanal, como la  historieta cómica muda o pantomima y la infantil, que han logrado una gran difusión internacional.

## Historia
En la revista Söndags-Nisse publican Oskar Andersson y Oscar Jacobsson, creador de la historieta cómica sin palabras Adamson en 1920. Otros series mudas de distribución internacional son Ferd'nand (1937) de Henning Dahl Mikkelsen y Alfredo (1950) de Jørgen Mogensen y Siegfried Cornelius. Otros autores, como Olaf Gulbransson, trabajaron directamente para el extranjero.
En el campo del humor con palabras, siempre al pie de la viñeta, destacan series como Jocke (1921) de Petter Lindroth, Pekka Puupaää (1925) de Ola Fogelberg, Klotjohan (1935) de Torvald Gahlin o Gnidén (1942) de Kaj Engholm; en el de los funny animals, Kieku ja Kaiku (1932) de Asmo Alho y en las de aventuras, ya con un grafismo raymondiano, Keskellä Viidakkoa (1940) de Eeli Jaatinen o Maan mies Marsissa (1947) de Ami Hauhio.

### Después de 1950
Las nuevas series optan por un humor más infantil: Lille Rikard och Hans Katt (1951) de Rune Andréasson, Rasmus Klump (1951) de Vilhelm Hansen y Moomin (1954) de Tove y Lars Jansson. Con un tono más satírico, hay que destacar a Livets Gang i Lidenlund (1953) de Henning Gantriis y Lilla Fridolf (1960-79) de Rune Moberg y Torsten Bjarre (esta última recurre ya al globos de diálogo). Entre las de grafismo realista, puede destacarse Thudor de Lennart Elworth. 
A mediados de los años 60, llegan nuevos aires a la producción nórdica con la reivindicación cultural del medio, así como con la aparición de cierto cómic underground de mano de autores como Timo Aarniala. Autores como Jan Lööf (Felix de 1967) o Håkon Aasnes (Seidel og Tobram de 1972) practican un cómic juvenil indudablemente moderno. Touko Laaksonen se convierte en la primera estrella del cómic gay. Peter Madsen
Ya en los años 80 pueden destacarse los cómic históricos del danés Orla Klausen: Jens Langniv (1981-82) y Skjoldungerne (1983); esta última con guion de Per Sanderhage. En 1985 se celebró la primera edición del Festival de Cómic de Helsinki.
La tira de prensa finlandesa Vivi ja Wagner (1997) de Juba se convierte en un éxito. Pentti Otsamo y Amanda Vähämäki alcanzan difusión internacional. El danés Teddy Kristiansen trabaja directamente para el mercado estadounidense.